# Queens Channel
Der Queens Channel ist ein natürlicher Wasserweg durch den zentralen kanadischen Arktischen Archipel in der Region Qikiqtaaluk, Nunavut. 

## Geografie
Er ist umgeben von Bathurst Island (im Westen), Cornwallis und Little Cornwallis Island (im Süden), Baillie-Hamilton und Dundas Island (im Osten) sowie Devon Island (im Nordosten). Im Norden mündet der Kanal in die Penny Strait, im Südwesten in die Crozier und Pullen Straits sowie im Osten in den Wellington Channel.